# Crésus (film)
Pour les articles homonymes, voir Crésus (homonymie).
Pour plus de détails, voir Fiche technique et Distribution.
Crésus est un film français réalisé par Jean Giono, sorti en 1960. Il s'agit d'un conte philosophique à propos de la valeur de l'argent.

## Synopsis
L'histoire se passe en 1946, dans les environs de Banon dans les Basses-Alpes (aujourd'hui Alpes-de-Haute-Provence). Jules est berger et vit en solitaire sur les hauts plateaux. 
Pour le sentiment, il s'est arrangé avec Fine, une jeune veuve qui habite non loin de sa ferme, et qui vient quelquefois passer la nuit avec lui quand il le désire. 
Il trouve un jour, parmi ses moutons, un conteneur d'aviation qu'il prend pour une bombe, lequel, après avoir été percé par les chevrotines de son fusil, laisse apparaître près de deux mètres cubes de billets de banque...

## Fiche technique[1]
- Réalisation : Jean Giono
- Scénario, Adaptation et dialogues : Jean Giono
- Conseiller technique : Claude Pinoteau
- Assistants réalisateurs : Bernard Paul, Costa-Gavras
- Photographie : Roger Hubert
- Cadreur : Adolphe Charlet
- Montage : Robert et Monique Isnardon
- Son : Jean Bertrand, à Paris Studios Cinéma
- Décors : Pierre-Louis Thévenet
- Musique : Joseph Kosma aux éditions Enoch et Cie et éditions Fortin
  - Générique sifflé par Micheline Dax
- Régisseur : Roger Descoffre
- Maquillage : Boris Karabanoff
- Photographe de plateau : Gaston Thonnard
- Producteur exécutif : Andrée Debar
- Directeur de production : Armand Bécué
- Société de production : Les Films Jean Giono
- Société de distribution : Gaumont
- Pays de production : France
- Langue : français
- Tournage du 14 mars au 26 avril 1960 à Redortiers, Saumane, L'Hospitalet, Forcalquier, Greoux les Bains( Alpes de Haute Provence) et aux studios de la Victorine à Nice.,[2]
- Format : Noir et blanc — 35 mm (Franscope Cinépanoramic) — 1,37:1 — Son : Mono
- Laboratoire C.T.M Gennevilliers
- Genre : Comédie
- Durée : 100 minutes
- Première présentation le 21 septembre 1960 à Marseille et le 8 mars 1961 à Paris
- Visa d'exploitation : 23.259
- Affiche : Guy-Gérard Noël (France)

## Distribution
Sauf indication contraire, les informations mentionnées dans cette section peuvent être confirmées par la base de données cinématographiques IMDb,  présente dans la section « Liens externes ».
- Fernandel : Jules, berger de Provence
- Rellys : Paul, un berger du village rival de Jules
- Marcelle Ranson-Hervé : Fine, la jeune veuve qui vient voir Jules
- Sylvie : Delphine, la vieille institutrice
- Paul Préboist : Baptistin, le maçon qui creuse la fosse pour Jules
- Miguel Gamy : Albert, le blessé de guerre, habitant du village
- Jeanne Pérez : Marie, la femme d'Albert
- Edouard Hemme : Le curé du village
- Olivier Hussenot : Le premier policier
- Jacques Préboist : Le deuxième policier
- Pierre Repp : L'employé de banque de « La Société Marseillaise de Crédit »
- Jeanne Mars : La femme de Paul
- René Génin : Le père Burle, l'habitant sourd du village
- Luce Dassas : Rose, une fille facile du village
- Charles Bouillaud : Le premier gendarme
- René Bourbon : L'employé du crédit
- Claude Rossignol : Le patron
- Jacopozzi : Le second gendarme
- Hélène Tossy : La patronne
- Étienne Fleurichamp : Emile, un habitant du village
- Lucien Verva : Le Hébé
- Aimée Bernard

## Autour du film
- Le scénario du film a été inspiré en partie par l'Opération Bernhard.
- Dans le livre Merci la vie ! : Aventures cinématographiques, Claude Pinoteau raconte des anecdotes sur ce film. Jean Giono souhaitait que des corbeaux volent au-dessus des convives lors de la scène du banquet et que la caméra tourne à 360°. Il rapporte aussi que Giono voulait très peu de musique[3].
- Les extérieurs du film ont été entièrement tournés dans les Alpes-de-Haute-Provence à Forcalquier, Gréoux-les-Bains, L'Hospitalet, Redortiers, Saint-Etienne-les-Orgues et Saumane.

## Sortie vidéo
Le film sort en DVD dans la collection Gaumont Découverte DVD le 2 septembre 2020.